# Pavol Šafranko
Pavol Šafranko, född 16 november 1994, är en slovakisk fotbollsspelare som spelar för Mamelodi Sundowns.

## Klubbkarriär
Den 21 augusti 2017 värvades Šafranko av AaB, där han skrev på ett fyraårskontrakt. Den 10 augusti 2018 lånades Šafranko ut till Dundee United på ett låneavtal över säsongen 2018/2019.
Den 1 augusti 2019 värvades Šafranko av rumänska Sepsi Sfântu Gheorghe. Inför säsongen 2021/2022 värvades han av sydafrikanska Mamelodi Sundowns.

## Landslagskarriär
Šafranko debuterade för Slovakiens landslag den 8 januari 2017 i en 3–1-förlust mot Uganda, där han blev inbytt i den 85:e minuten mot Filip Oršula.